# Paul Dietze (Landesgruppenführer)
Paul Dietze (* 9. Juni 1884 in Leipzig; † nach 1935) war ein deutscher Major, Kommunalpolitiker (NSDAP) und Landesgruppenführer des Reichsluftschutzbundes in Sachsen.

## Leben
Er war der Sohn des Gymnasialoberlehrers Anton Dietze aus Dresden. Nach dem Besuch des Humanistischen Gymnasiums wurde er 1904 Fahnenjunker im 2. Train-Bataillon Nr. 19 der Sächsischen Armee. Im selben Jahr erfolgte seine Beförderung zum Leutnant und 1913 zum Oberleutnant. Unmittelbar nach Ausbruch des Ersten Weltkrieges erfolgte seine Verwendung als Pilot in der Feldfliegerabteilung 24, später wurde er als Abteilungsführer nach Großenhain zur Fliegerersatzabteilung 6 versetzt und stieg 1915 zum Rittmeister auf.
1919 wurde er Kommandeur der Kraftfahrtruppe der sächsischen Jägerbrigade. 1920 nahm er als Major seinen Abschied vom Militär und stieg 1921 in den Zivildienst mit einem kaufmännischen Beruf ein.
Zum 1. Februar 1931 trat er in die NSDAP ein (Mitgliedsnummer 435.624). Nach der Machtergreifung der Nationalsozialisten wurde Paul Dietze am 12. Mai 1933 kommissarisch als Bürgermeister von Großenhain eingesetzt und im August 1933 in das Luftamt des Ministeriums des Innern berufen. Er wurde im Reichsluftschutzbund Landesgruppenführer in Sachsen und als leidenschaftlicher Pilot Mitglied des von der NSDAP 1933 gegründeten Deutschen Luftsportverbandes. Außerdem wurde er an der Technischen Hochschule Dresden zum außerordentlichen Mitglied des Seminars für Luftschutz berufen.

## Auszeichnungen (Auswahl)
- Sächsischer Verdienstorden II. Klasse
- Albrechts-Orden I. und II. Klasse
- Hamburger Hanseatenkreuz
- Lippesches Kriegsverdienstkreuz
- Verwundetenabzeichen in Schwarz
- Flugzeugführerabzeichen